# Мачулін Володимир Федорович
Володимир Федорович Мачулін (23 квітня 1950, Завгороднє Харківської області — 27 березня 2014, Київ) — український науковець-фізик, академік Національної академії наук України (2009), доктор фізико-математичних наук (1995), професор (2007).
Заслужений діяч науки і техніки України (1998), двічі лауреат Державної премії України в галузі науки і техніки (1994, 2003). З 1981 р. по 2003 р. працював у Президії НАН України, пройшов шлях до начальника Науково-організаційного відділу Президії НАН України, а з 2003 р. очолював Вищу атестаційну комісію України. З 2003 року до кінця життя очолював Інститут фізики напівпровідників імені В. Є. Лашкарьова НАН України.

## Біографія

Могила Володимира Мачуліна, Байкове кладовище

Народився 23 квітня 1950 р. у селі Завгороднє на Харківщині, в 1973 р. закінчив Київський політехнічний інститут.
Наукова діяльність розпочалася в Інституті фізики напівпровідників АН УРСР, де він у 1978 р. захистив дисертацію на здобуття наукового ступеня кандидата фізико-математичних наук.
У 1995 р. в Інституті металофізики ім. Г. В. Курдюмова НАН України Володимир Федорович захистив докторську дисертацію.
У 2000 р. обраний членом-кореспондентом НАН України.
У 2003 р. призначений директором Інституту фізики напівпровідників ім. В. Є. Лашкарьова НАН України. Водночас керував відділенням «Структурного і елементного аналізу напівпровідникових матеріалів і систем» цього Інституту.
Помер на 64-му році життя 27 березня 2014 року. Похований на Байковому кладовищі (ділянка № 33).

## Науковий доробок
В. Ф. Мачулін — відомий фахівець у галузі вивчення структурної досконалості напівпровідників методами рентгенівської та рентгеноакустичної діагностики, автор кількох монографій та багатьох наукових статей, присвячених експериментальному дослідженню закономірностей динамічної дифракції рентгенівських променів на кристалах, які одночасно містять статичні та змодельовані акустичні спотворення структури, і створенню на базі отриманих даних високочутливих рентгеноакустичних методів структурної діагностики кристалів.
Підготував двох докторів і двох кандидатів наук.

## Нагороди і відзнаки
Двічі лауреат Державної премії УРСР в галузі науки і техніки: «Ренгено-оптико-акустичні явища в реальних кристалах при комбінованому впливі різних фізичних полів» (1994), Державної премії України в галузі науки і техніки: «Монокристали сапфіру: розробка високорентабельних технологій, освоєння промислового виробництва конкурентноздатних на світовому ринку сапфірових елементів для оптики, електроніки та медицини» (2003). Орден князя Ярослава Мудрого V cт. Заслужений діяч науки і техніки України.